# Vismarkt (Dordrecht)
De Vismarkt is een straat en plein in de stad Dordrecht, in de Nederlandse provincie Zuid-Holland. De Vismarkt loopt vanaf de Varkenmarkt tot aan de Knolhaven.
Het plein van de Vismarkt diende vroeger om vis te kunnen verkopen, die vanaf het aangrenzende water van de Knolhaven werd aangevoerd. Op de Vismarkt staat nog de ijzeren vishal waaronder vroeger de visverkoop plaatsvond.

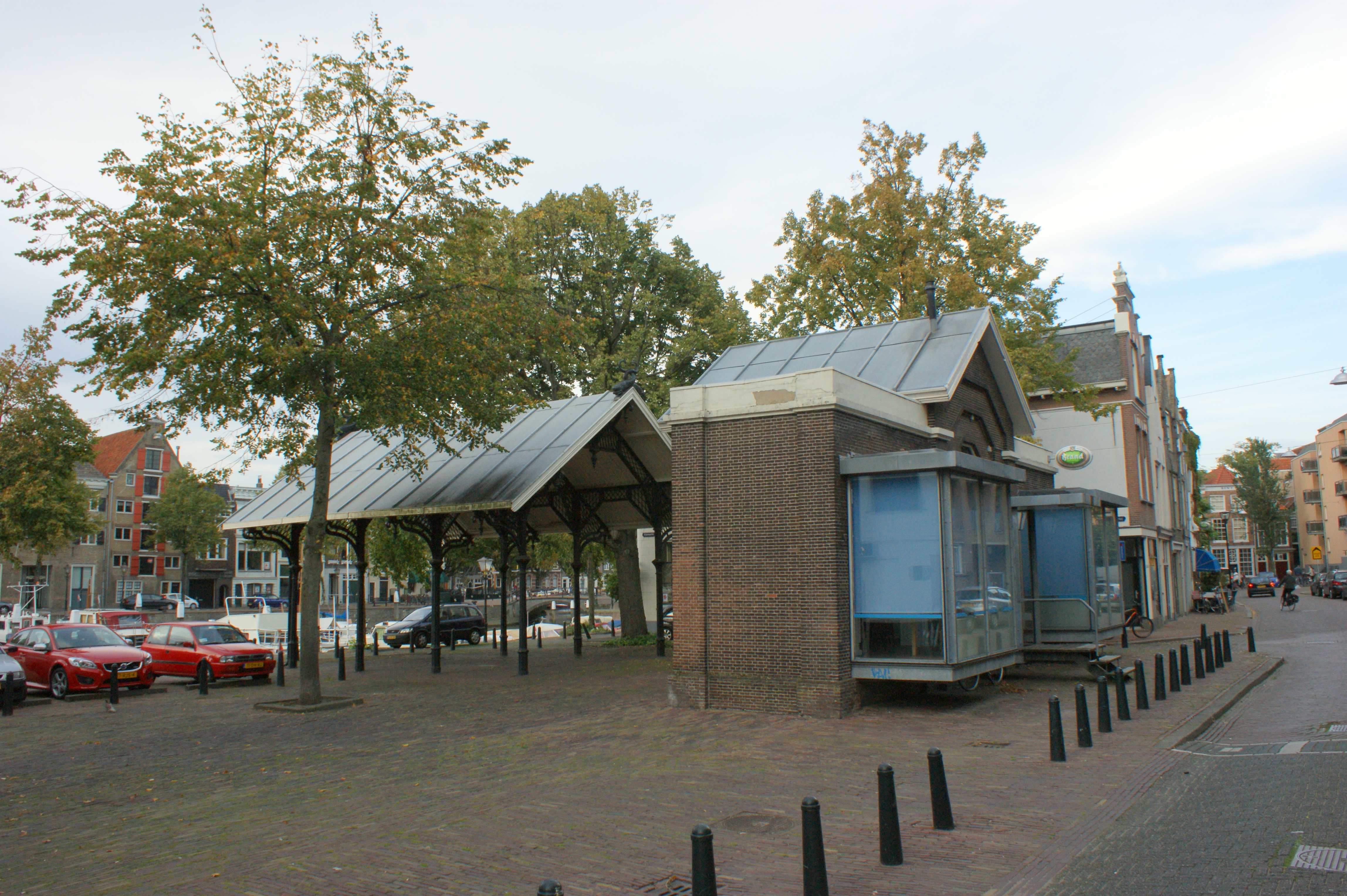
Vismarkt met daarop de vishal te Dordrecht